# Élections législatives de 1986 dans les Hautes-Pyrénées
Les élections législatives françaises de 1986 ont lieu le 16 mars 1986. Dans le département des Hautes-Pyrénées, trois députés sont à élire dans le cadre d'un scrutin proportionnel par liste départementale à un seul tour.

## Élus
| Député élu     |  | Parti     |
| -------------- |  | --------- |
| Pierre Bleuler |  | UDF (CDS) |
| Gérard Trémège |  | UDF (PR)  |
| Pierre Forgues |  | PS        |

## Listes en présence

### Mouvement pour un parti des travailleurs
| N° | Candidats                 | Parti | Parti | Principales fonctions |
| -- | ------------------------- | ----- | ----- | --------------------- |
| 01 | Daniel Drouillard         |       | MPPT  | Ouvrier intérimaire   |
| 02 | Geneviève Barros-Fourcade |       | MPPT  | Professeur            |
| 03 | Geneviève Montgoy         |       | MPPT  | Secrétaire            |
|    |                           |       |       |                       |
| 04 | Luc Lamy                  |       | MPPT  | Chômeur               |
| 05 | Dominique Turpin          |       | MPPT  | Étudiant              |

### Parti communiste français
| N° | Candidats          | Parti | Parti | Principales fonctions                                                                         |
| -- | ------------------ | ----- | ----- | --------------------------------------------------------------------------------------------- |
| 01 | Raymond Erraçarret |       | PCF   | Conseiller régional et maire de Tarbes, retraité                                              |
| 02 | Philippe Barrière  |       | PCF   | Ajusteur-dessinateur                                                                          |
| 03 | Christiane Pinero  |       | PCF   | Cadre hospitalier                                                                             |
|    |                    |       |       |                                                                                               |
| 04 | Eugène Toujas      |       | PCF   | Conseiller général du Canton de Bagnères-de-Bigorre et maire de Bagnères-de-Bigorre, retraité |
| 05 | André Dantin       |       | PCF   | Agent de conduite SNCF                                                                        |

### Parti socialiste
| N° | Candidats           | Parti | Parti | Principales fonctions |
| -- | ------------------- | ----- | ----- | --- |
| 01 | Pierre Forgues      |       | PS    | Député sortant et conseiller régional, professeur                                                                        |
| 02 | Josette Durrieu     |       | PS    | Conseillère générale du Canton de Saint-Laurent-de-Neste et conseillère municipale de Saint-Laurent-de-Neste, professeur |
| 03 | Alain Spiesser      |       | PS    | Adjoint au maire d'Argelès-Gazost, médecin                                                                               |
|    |                     |       |       | |
| 04 | Jean Burgaud        |       | PS    | Conseiller municipal de Lannemezan, ingénieur                                                                            |
| 05 | Pierre-Henri Lacaze |       | PS    | Conseiller général du Canton d'Aureilhan et maire d'Aureilhan, professeur retraité                                       |

### Mouvement des radicaux de gauche
| N° | Candidats        | Parti | Parti | Principales fonctions                                                                 |
| -- | ---------------- | ----- | ----- | ------------------------------------------------------------------------------------- |
| 01 | Jean Duprat      |       | MRG   | Député sortant, conseiller régional et adjoint au maire de Tarbes, ingénieur agronome |
| 02 | Josette Fourcade |       | MRG   | Maire de Tournay, gestionnaire de collège                                             |
| 03 | Maurice Coiquil  |       | MRG   | Conseiller général du Canton d'Argelès-Gazost et maire d'Argelès-Gazost, médecin      |
|    |                  |       |       |                                                                                       |
| 04 | Jacques Bertrand |       | MRG   | Adjoint au maire de Tarbes, avocat                                                    |
| 05 | Pierre Mouniq    |       | MRG   | Conseiller général du Canton de Vielle-Aure et maire de Cadeilhan-Trachère, médecin   |

### Divers gauche
| N° | Candidats              | Parti | Parti | Principales fonctions    |
| -- | ---------------------- | ----- | ----- | ------------------------ |
| 01 | Gérard Delas           |       | DVG   | Agriculteur              |
| 02 | Muriel de Beler        |       | DVG   | Ingénieur                |
| 03 | Désiré Boniface        |       | DVG   | Conducteur SNCF          |
|    |                        |       |       |                          |
| 04 | Marie-Germaine Emeriau |       | DVG   | Aide familiale agricole  |
| 05 | Franck Delas           |       | DVG   | Animateur socio-culturel |

### Opposition (UDF-RPR)
| N° | Candidats         | Parti | Parti   | Principales fonctions |
| -- | ----------------- | ----- | ------- | --- |
| 01 | Pierre Bleuler    |       | UDF-CDS | Conseiller général du Canton de Lannemezan et maire de Lannemezan, médecin                                               |
| 02 | Gérard Trémège    |       | UDF-PR  | Conseiller général du Canton de Tarbes-1, expert-comptable                                                               |
| 03 | Christian Merriot |       | RPR     | Conseiller municipal de Lourdes, professeur                                                                              |
|    |                   |       |         | |
| 04 | Georges Danglade  |       | UDF-CDS | Conseiller général du Canton de Tarbes-2 et conseiller municipal de Tarbes, directeur de l'aéroport Tarbes-Ossun-Lourdes |
| 05 | Bernard Lemouzy   |       | RPR     | Conseiller municipal de Tarbes, chef des services administratifs de la Chambre de commerce et d'industrie                |

### Divers droite (UDF diss.)
| N° | Candidats              | Parti | Parti          | Principales fonctions                                         |
| -- | ---------------------- | ----- | -------------- | ------------------------------------------------------------- |
| 01 | Georges Paronneau      |       | DVD (PR diss.) | Conseiller municipal de Tarbes, assureur conseil              |
| 02 | Henri Arino            |       | DVD            | Proviseur de lycée professionnel                              |
| 03 | Georges Haquin         |       | DVD            | Président du Syndicat des agents généraux des Hautes-Pyrénées |
|    |                        |       |                |                                                               |
| 04 | Jean-Charles Deffis    |       | DVD            | Gérant de société                                             |
| 05 | Claude-Fanny Paronneau |       | DVD            |                                                               |

### Front national
| N° | Candidats          | Parti | Parti | Principales fonctions                                        |
| -- | ------------------ | ----- | ----- | ------------------------------------------------------------ |
| 01 | Albert Sauvanet    |       | FN    | Cadre supérieur de la métallurgie retraité, ancien militaire |
| 02 | Guy Mornède        |       | FN    | Assureur                                                     |
| 03 | Michel Péluhet     |       | FN    | Retraité                                                     |
|    |                    |       |       |                                                              |
| 04 | Henri Lac-Berrière |       | FN    | Chirurgien dentiste                                          |
| 05 | Maurice Coumetou   |       | FN    | Receveur des postes                                          |

## Résultats

### Résultats à l'échelle du département
| Liste Parti politique | Liste Parti politique | Tête de liste      | Tour unique | Tour unique | Sièges |
| Liste Parti politique | Liste Parti politique | Tête de liste      | Voix        | %           | Sièges |
| --------------------- | --- | ------------------ | ----------- | ----------- | ------ |
|                       | Union de l'opposition RPR-UDF Union pour la démocratie française (RPR)                                                      | Pierre Bleuler     | 48 566      | 37,07       | 2      |
|                       | Pour une majorité de progrès avec le président de la République Parti socialiste                                            | Pierre Forgues     | 39 943      | 30,49       | 1      |
|                       | Liste du Parti communiste français Parti communiste français                                                                | Raymond Erraçarret | 17 219      | 13,14       | 0      |
|                       | Liste de Rassemblement républicain présentée par le MRG Mouvement des radicaux de gauche                                    | Jean Duprat        | 15 218      | 11,61       | 0      |
|                       | Liste de Rassemblement national présentée par le Front national Front national                                              | Albert Sauvanet    | 6 715       | 5,13        | 0      |
|                       | Liste d'union pour la nouvelle majorité Divers droite (diss. Union pour la démocratie française)                            | Georges Paronneau  | 1 563       | 1,19        | 0      |
|                       | P.A.U.L. - Le Pari de l'Amitié, de l'Union et de la Liberté Divers gauche                                                   | Gérard Delas       | 1 008       | 0,77        | 0      |
|                       | Liste du Mouvement pour un parti des travailleurs Hautes-Pyrénées Extrême gauche (Mouvement pour un parti des travailleurs) | Daniel Drouillard  | 789         | 0,60        | 0      |
|                       | |                    |             |             |        |
| Inscrits              | Inscrits | Inscrits           | 171 143     | 100,00      | 3      |
| Abstentions           | Abstentions | Abstentions        | 34 149      | 19,95       |        |
| Votants               | Votants | Votants            | 136 994     | 80,05       |        |
| Blancs et nuls        | Blancs et nuls | Blancs et nuls     | 5 973       | 4,36        |        |
| Exprimés              | Exprimés | Exprimés           | 131 021     | 95,64       |        |